# Studio Ghibli
Studio Ghibli (スタジオジブリ, Sutajio Jiburi) és un estudi japonès d'animació. Les seves pel·lícules han estat qualificades d'imaginatives i emotives, i extensament elogiades per tot el món.

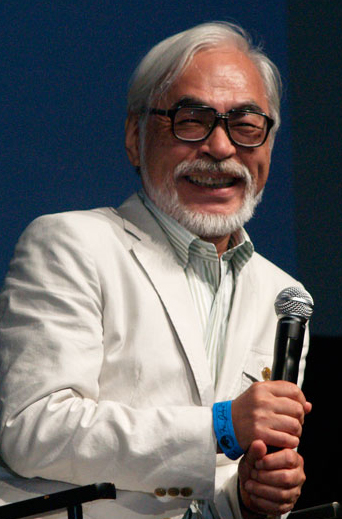
Hayao Miyazaki a una roda de premsa.

Fundada l'any 1985, després de l'èxit Nausicaä de la Vall del Vent, per Hayao Miyazaki, el seu mentor Isao Takahata (director de la famosa sèrie d'animació Heidi), Toshio Suzuki, actualment president, i Yasuyoshi Tokuma, fundador de l'editorial Tokuma Shoten, de la qual Ghibli en fou dependent des del 1999 fins al 2005.
Durant els següents anys van estrenar èxits com La princesa Mononoke o El viatge de Chihiro, que guanyà un premi Oscar a Millor pel·lícula d'animació el 2003. Fou la primera nominació de Ghibli als premis on acabà sent nominada tres cops més: amb El castell ambulant, adaptació de l'obra de Diana Wynne Jones; El vent s'aixeca, drama biogràfic ambientat en la Segona Guerra Mundial; i The Tale of Princess Kaguya, última obra d'en Takahata.
L'estudi ha creat més d'una trentena de pel·lícules, incloent-hi curts d'animació, sovint només disponibles al Museu Ghibli, que obrí les portes el 2001. Mundialment, han recaptat més de mil milions de dòlars en cinemes. Al Japó, La princesa Mononoke fou la pel·lícula d'animació més exitosa des del 1997 fins al 2001, sent desbancada per El viatge de Chihiro, que encapçalà el llistat fins al 2020, sent superada per Els guardians de la nit: El tren infinit.
El 3 d'agost de 2014, Ghibli va suspendre temporalment la producció després de la jubilació d'en Miyazaki. El febrer de 2017, Suzuki va anunciar el seu retorn de la jubilació per dirigir un nou llargmetratge, El noi i l'ocell, estrenada el 2023, el mateix any que Ghibli passà a formar part de Nippon TV per assegurar-ne la continuïtat.

## Història d'Studio Ghibli
Studio Ghibli va ser fundat el 15 de juny de 1985 pels directors Hayao Miyazaki i Isao Takahata i el productor Toshio Suzuki. Abans de la seva creació, però, Miyazaki i Takahata ja duien una llarga carrera al cinema i la televisió d’animació japonesa i havien treballat junts a Les aventures d'Horus, Príncep del Sol i Les aventures de Panda i els seus amics. A més, Suzuki havia estat director de la revista Animage de Tokuma Shoten.
Així doncs, l'estudi va ser fundat després que la pel·lícula Nausicaä de la Vall del Vent tingués molt d’èxit, dirigida per Miyazaki per Topcraft i distribuïda per Toei Company. Suzuki va formar part de l'equip de producció i, juntament amb Miyazaki i Takahata, va fundar l’Studio Ghibli.
El seu nom deriva del mot que els italians utilitzaven per als seus avions d'exploració del Sàhara durant la Segona Guerra Mundial. També és la paraula italiana utilitzada per anomenar el vent calent que bufa en aquest desert. Encara que el nom és italià, la pronunciació quan es refereix a l'estudi és "jibri" o "ji-bu-ri", per adaptar-se a la fonètica de la llengua japonesa. La seva intenció en triar aquest nom era la idea de "fer bufar un nou vent en la indústria de l'anime".
A l'estudi s’han produït, principalment, pel·lícules de Miyazaki. Altres directors que hi ha treballat podrien ser Yoshifumi Kondo, Hiroyuki Morita, Goro Miyazaki i Hiromasa Yonebayashi. També hi ha tingut un paper molt important el compositor Joe Hisaishi, que ha proporcionat les bandes sonores de la major part de les pel·lícules de Ghibli. Durant un temps, l'estudi va tenir la seva base a Kichijoji, Musashino, Tòquio.
Moltes de les pel·lícules de Ghibli al Japó es distribueixen als cinemes Toho mentre que les emissions de vídeo domèstic són gestionades per Walt Disney Studios Home Entertainment Japan. Els principals socis de distribució internacionals de Ghibli també inclouen Disney (Japan Home Video, Taiwan, North American Home Video, França), GKIDS (Amèrica del Nord), StudioCanal UK (Regne Unit), i Madman Entretainment (Austràlia).
L'estudi també és conegut pel seu preservadorisme i per la seva estricta política de “no-edicions”, després que Nausicaä de la Vall del Vent fos editada als Estats Units com a “Guerrers del Vent”. Això es va posar en relleu, diuen, quan el vicepresident de Miramax, Harvey Weinstein va suggerir l'edició de La princesa Mononoke per fer-la més comercialitzable. Es rumoreja que Studio Ghibli va enviar una autèntica espasa japonesa amb un missatge simple: "No a les retallades".
L’1 de febrer de 2008, Toshio Suzuki va deixar la posició de president de Studio Ghibli, que havia portat a terme des de 2005, i Koji Hoshino (expresident de Walt Disney Japó) se’n va fer càrrec. Suzuki va dir que volia millorar les pel·lícules amb les seves pròpies mans com a productor, en lloc d'exigir això des dels seus empleats. Suzuki va decidir lliurar la presidència a Hoshino perquè Hoshino portava des de 1996 ajudant a Studio Ghibli a vendre les seves produccions. Suzuki encara és membre de la junta directiva de l'empresa.

Takahata va dur a terme un projecte d'alliberament després que s’estrenés la pel·lícula de Gorō Miyazaki (director de Contes de Terramar i el fill de Hayao) El conte de la princesa Kaguya, una adaptació de El tallador de bambú. L'última pel·lícula que va dirigir Hayao Miyazaki abans de retirar-se va ser El vent s’aixeca que tracta sobre la Mitsubishi A6M Zero i el seu fundador.

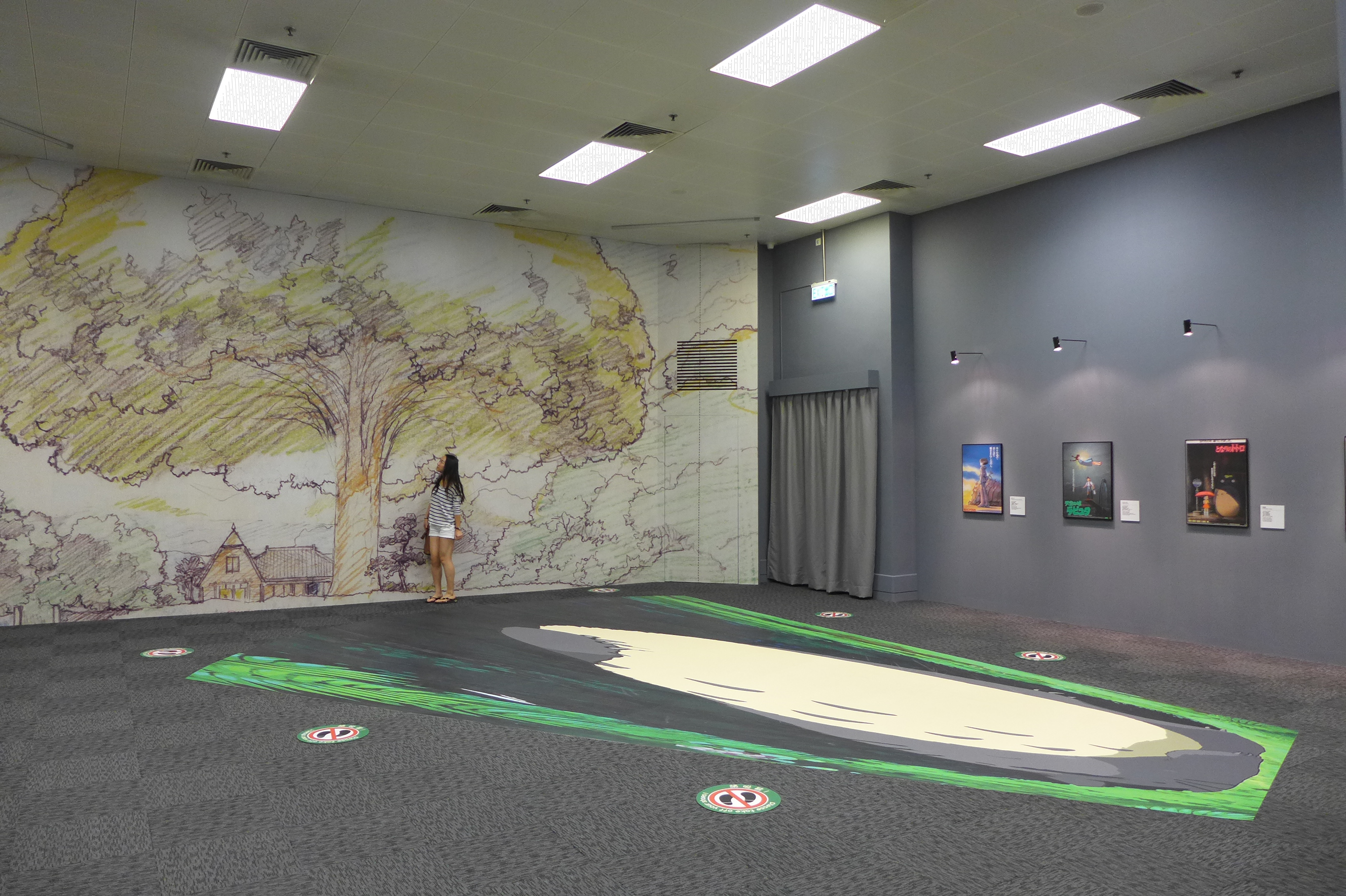
Exposició de l'Studio Ghibli.

Al març de 2014, Toshio Suzuki es va retirar com a productor i va assumir una nova posició de gerent general. 

## Obres

### Pel·lícules
Tot i que tècnicament no són pel·lícules de Studio Ghibli, El príncep valent (1968), Panda! Go Panda! (1972), El castell de Cagliostro (1979), Jarinko Chie (1981), Goshu, el violoncel·lista (1982), Nausicaä de la Vall del vent (1984), La tortuga vermella (2016) i Mary i la flor de la bruixa (2017) de vegades s'agrupen amb la biblioteca de Studio Ghibli a causa dels seus vincles amb l'estudi.
El príncep valent i Cagliostro van ser els debuts a la direcció de llargmetratges d'Isao Takahata i Hayao Miyazaki respectivament, i van ser produïts per Toei Animation i TMS Entertainment anys abans de la fundació de Studio Ghibli.
Nausicaä va ser dirigit per Miyazaki a Topcraft, un estudi que Miyazaki, Takahata i Toshio Suzuki van comprar i van rebatejar posteriorment com a Studio Ghibli. Com a resultat, la pel·lícula sovint s'ha tornat a estrenar i s'ha comercialitzat com a pel·lícula de l'estudi.
La tortuga vermella va ser un esforç col·laboratiu de l'Studio Ghibli amb l'animador holandès Michaël Dudok de Wit.
Mary és una obra de Studio Ponoc, fundada per Yoshiaki Nishimura, director i animador a Ghibli durant molts anys. Juntament amb ell diversos animadors més van continuar treballant a la seva empresa, fundada el 2015, després del tancament temporal de Ghibli, un cop Miyazaki va anunciar la seva retirada.

És important destacar que Ghibli ha produit desenes d'anuncis de televisió o videoclips, a més de rebre encarrecs puntuals de multitud de series o pel·lícules com ara Ghost in the Shell 2: Innocence, Bola de drac: El camí per ser el més fort o Sailor Moon SuperS: The Movie.
| Any  | Títol                                                        | Títol                              | Títol                                                                         | Data d'estrena                                 | Director             |
| Any  | Kana/kanji - Romaji                                          | Títol internacional anglès         | Traducció (oficial/literal)                                                   | Data d'estrena                                 | Director             |
| 1984 | 風の谷のナウシカ Kaze no Tani no Naushika                    | Nausicaä of the Valley of the Wind | Nausicaä de la Vall del Vent (of.) Nausica de la Vall del Vent (lit.)         | 11 de març de 1984 · 11 de novembre de 2011    | Hayao Miyazaki       |
| 1986 | 天空の城ラピュタ Tenkū no Shiro Rapyuta                      | Castle in the Sky                  | El castell al cel (of.) Laputa, el castell del cel (lit.)                     | 2 d'agost de 1986 · 20 de maig de 2012         | Hayao Miyazaki       |
| 1988 | 火垂るの墓 Hotaru no Haka                                    | Grave of the Fireflies             | La tomba de les lluernes (of.) El sepulcre de les lluernes (lit.)             | 16 d'abril de 1988 · 2006                      | Isao Takahata        |
| 1988 | となりのトトロ Tonari no Totoro                              | My Neighbor Totoro                 | El meu veí Totoro (of.) El meu veí Totoro (lit.)                              | 16 d'abril de 1988 · 2 d'abril de 1996         | Hayao Miyazaki       |
| 1989 | 魔女の宅急便 Majo no Takkyūbin                               | Kiki's Delivery Service            | Kiki, l'aprenent de bruixa (of.) Servei d'entrega de la bruixa (lit.)         | 29 de juliol de 1989 · 4 de desembre de 2011   | Hayao Miyazaki       |
| 1991 | おもひでぽろぽろ Omohide Poro Poro                           | Only Yesterday                     | Records de l'ahir / Els records no s'obliden (lit.)                           | 20 de juliol de 1991                           | Isao Takahata        |
| 1992 | 紅の豚 Kurenai no Buta                                       | Porco Rosso                        | Porco Rosso (of.) Porc carmesí (lit.)                                         | 28 de juliol de 1992 · 1 de setembre de 1994   | Hayao Miyazaki       |
| 1993 | 海がきこえる Umi ga Kikoeru                                  | Ocean Waves                        | Puc sentir la mar (lit.)                                                      | 5 de maig de 1993                              | Tomomi Mochizuki     |
| 1994 | 平成狸合戦ぽんぽこ Heisei Tanuki Gassen Ponpoko              | Pom Poko                           | Pompoko (of.) Ponpoko, el tanuki de combat de l'era Heisei (lit.)             | 16 de juliol de 1994 25 de juny de 2024        | Isao Takahata        |
| 1995 | 耳をすませば Mimi wo Sumaseba                                | Whisper of the Heart               | Murmuris del cor (of.) Si escoltes amb atenció (lit.)                         | 15 de juliol de 1995 · 8 d'abril de 2012       | Yoshifumi Kondo      |
| 1997 | もののけ姫 Mononoke Hime                                     | Princess Mononoke                  | La princesa Mononoke (of.) La princesa esperit (lit.)                         | 12 de juliol de 1997 · 2024                    | Hayao Miyazaki       |
| 1999 | ホーホケキョとなりの山田くん, Hōhokekyo Tonari no Yamada-kun | My Neighbors the Yamadas           | Els meus veïns els Yamada (lit.)                                              | 17 de juliol de 1999                           | Isao Takahata        |
| 2001 | 千と千尋の神隠し Sen to Chihiro no Kamikakushi               | Spirited Away                      | El viatge de Chihiro (of.) El viatge espiritual de Sen i Chihiro (lit.)       | 20 de juliol de 2001 · 18 d'octubre de 2002    | Hayao Miyazaki       |
| 2002 | 猫の恩返し Neko no Ongaeshi                                  | The Cat Returns                    | La Haru al regne dels gats (of.) El compromís dels gats (lit.)                | 19 de juliol de 2002 · 8 de desembre de 2011   | Hiroyuki Morita      |
| 2004 | ハウルの動く城 Hauru no Ugoku Shiro                          | Howl's Moving Castle               | El castell ambulant (of.) El castell mòbil de Howl (lit.)                     | 20 de novembre de 2004 · 8 de desembre de 2011 | Hayao Miyazaki       |
| 2006 | ゲド戦記 Gedo Senki                                          | Tales from Earthsea                | Històries de Terramar (lit.)                                                  | 29 de juliol de 2006                           | Gorō Miyazaki        |
| 2008 | 崖の上のポニョ Gake no Ue no Ponyo                           | Ponyo on the Cliff by the Sea      | La Ponyo al penya-segat (of.) La Ponyo a dalt del penya-segat (lit.)          | 19 de juliol de 2008 · 28 d'octubre de 2009    | Hayao Miyazaki       |
| 2010 | 借りぐらしのアリエッティ Karigurashi no Arietti              | The Secret World of Arrietty       | Arrietty i el món dels remenuts (of.) Arrietty, la incursora (lit.)           | 17 de juliol de 2010 · 18 de gener de 2012     | Hiromasa Yonebayashi |
| 2011 | コクリコ坂から Kokurikozaka kara                             | From Up on Poppy Hill              | El turó de les roselles (of.) Des del turó de les roselles (lit.)             | 16 de juliol de 2011 · 17 de desembre de 2021  | Gorō Miyazaki        |
| 2013 | 風立ちぬ Kaze Tachinu                                        | The Wind Rises                     | El vent s'aixeca (of.) S'aixeca el vent (lit.)                                | 20 de juliol de 2013 · 2024                    | Hayao Miyazaki       |
| 2013 | かぐや姫の物語 Kaguya-hime no Monogatari                     | The Tale of Princess Kaguya        | La història de la princesa Kaguya (lit.)                                      | 23 de novembre de 2013                         | Isao Takahata        |
| 2014 | 思い出のマーニー Omoide no Marnie                            | When Marnie Was There              | El record de la Marnie (of.) La Marnie dels records (lit.)                    | 19 de juliol de 2014 · 2024                    | Hiromasa Yonebayashi |
| 2016 | 思い出のマーニー La Tortue Rouge                             | The Red Turtle                     | La tortuga vermella (of.) La Tortuga vermella: una història d'una illa (lit.) | 17 de setembre de 2016.                        | Michaël Dudok de Wit |
| 2020 | アーヤと魔女 Aya to Majo                                     | Earwig and the Witch               | Earwig i la bruixa (of.) Aya i la bruixa (lit.)                               | 30 de desembre de 2020 28 d'agost de 2021      | Gorō Miyazaki        |
| 2023 | アーヤと魔女 Kimi-tachi wa Dō Ikiru ka?                      | The Boy and the Heron              | El noi i l'ocell (of.) Com vius? (lit.)                                       | 12 de juliol de 2023 2024                      | Hayao Miyazaki       |

### Històries curtes
- Ghibli Experimental Theater On Your Mark (ジブリ実験劇場, Jiburi Jikkengekijō On Yua Māku) (1995) (Videoclip de la cançó homònima de Chage & Aska)
- Ghiblies (2000) (Curt per TV)
- Ghiblies Episodi 2 (2002) (Emés als cinemes abans de La Haru al regne dels gats)
- Màquines voladores imaginàries (Kūsō no Sora Tobu Kikaitachi) (2002) (Mostrada al Museu Ghibli)
- El gran dia de Koro (コロの大さんぽ, Koro no Daisanpo) (2003) (Mostrada al Museu Ghibli)
- La caça de balenes (くじらとり, Kujiratori) (2003) (Mostrada al Museu Ghibli)
- Mei i l'autobús dels gats (めいとこねこバス, Mei to Konekobasu) (2003) (Mostrada al Museu Ghibli)
- Buscant una llar (やどさがし, Yadosagashi) (2005) (Mostrada al Museu Ghibli)
- El dia que vaig recol·lectar el planeta (星をかった日, Hoshi wo Katta Hi) (2005) (Mostrada al Museu Ghibli)
- L'aranya d'aigua Monmon (水グモもんもん, Mizugumo Monmon) (2005) (Mostrada al Museu Ghibli)
- La nit de Taneyamagahara (種山ヶ原の夜, Taneyamagahara no Yoru) (2006)
- Iblard Jikan (イバラード時間, Ibarado Time) (2007)

## Producció i tècniques de realització
El Studio Ghibli és dels estudis d'animació que s'han mantingut fidels a l'animació tradicional. És a dir, Hayao Miyazaki i el seu equip realitzen les produccions mitjançant la tècnica de dibuix a mà i no disposen d'ordinadors per generar moviments entre els diferents elements.
Tal com el fundador ha explicat en entrevistes, el punt d'inici per realitzar tots els projectes són idees personals, inspiracions de altres autors i fins i tot adaptacions d'obres poc conegudes com a Kiki, l'aprenent de bruixa (1989) que posades en comú donen pas a una idea general sobre la qual tot l'equip treballarà. L'estudi a diferència d'altres, no desenvolupa un guió basant-se el qual treballarà i crearà els seus fotogrames, sinó que amb la idea original Hayao Miyazaki comença a crear escenaris, personatges o situacions rellevants i que anirà unint. Això fa que, fins i tot de vegades, alguns treballadors de l'estudi han confessat que desconeixien el que estava succeint a la pel·lícula en la qual estava treballant.
Cada film, Depenent del seu durada i fluïdesa de moviment està compost per una quantitat diferents d'acetats; per exemple en una de les seves primeres produccions Umi ga kikoeru (1993) ('Puc sentir la mar'), l'animació està composta per tan sols 25.530 dibuixos, i en canvi per un dels seus films més coneguts per la seva fluïdesa en el moviment, Ponyo al penya-segat (2008), el formen un total de 170.653. El fet que les seves produccions estiguin realitzades a paper i de forma artesanal, fa que la seva complexitat sigui molt alta, però sobretot el seu temps de realització sol ser molt extens perquè el muntatge de creació d'un moviment fluid de forma tradicional és molt complex, com per exemple tal com s'explica en un tuit, per crear un frame de tan sols 30 segons, es van necessitar un any i tres mesos de treball.
Durant tot el procés de producció, Miyazaki dibuixa i pinta detalladament cadascuna de les escenes que componen el film, ja que cada frame és detallat i perfeccionat com una obra d'art. A més, el mateix Miyazaki explica que cada element que apareix en els seus dibuixos té un propòsit i fi, fet visible en l'ús recurrent de plans generals en les seves pel·lícules plens d'elements i personatges.

## Temàtica i estètica
És visible com les pel·lícules de l'estudi solen girar al voltant d'una estètica i temàtica molt concreta. A part de la seva estètica de dibuix amb ús de colors vius i animats; es detecta com la majoria de les produccions se centren en un seguit de temes sobre els quals el mateix Miyazaki ha confirmat el seu interès. Per exemple, apareix de forma recurrent el tema de créixer o madurar, ja que molts dels seus protagonistes es veuen obligats a reflexionar o lluitar contra les situacions en què es troben veient-se obligats a treballar oa bregar amb responsabilitats de gran pes, com a La tomba de les lluernes (1988). Un altre tema molt desenvolupat en els seus films mitjançant els protagonistes és el feminisme i la independència de la dona, ja que el tractament dels seus personatges femenins destaca per tenir valentia, agressivitat i heroïcitat, com per exemple en La princesa Mononoke (1997). Però, el tòpic que més destaca és el tracte de la naturalesa i l'ecologia, pel fet que és un dels problemes actuals que més preocupen el fundador i el qual ha volgut transmetre en els films a través d'l'humanisme i la violència entre el món natural i el civilitzat, com s'aprecien en els films Nausicaä de la Vall del Vent, La princesa Mononoke o El meu veí Totoro (1988).

## Canvis a Studio Ghibli
Toshio Suziki ha confirmat finalment la retirada temporal de producció d'anime per part de l'estudi d'animació japonès. El motiu d'aquest descans es que no tenen cap projecte pròxim per realitzar, a part de la serie d'animació de CG en la que es troba treballant Goro Miyazaki. Per tant, no és la fi d'Studio Ghibli però sí que afirmen que es considerarà si necessita ser sotmès a una reconstrucció important.
Mentres duen a terme el descans, se centraran en el licensing, és a dir, en la gestió i concessió de licències de les seves últimes pel·lícules i a esperar que surtin nous projectes que resultin viables. El Museu Ghibli romandrà obert amb totes les activitats programades.

### Causes
Un dels detonants de la decisió és que no poden pagar el seu equip de producció i no hi ha a la vista noves pel·lícules ni de Isao Takahata ni de Hayao Miyazaki.
Un altre dels detonants pot ser la retirada de Hayao Miyazaki el 2013. El director d'animació va anunciar una retirada l'1 de setembre de 2013. Tot i així, aparcarà la seva retirada per finalitzar la seva última obra cinematogràfica: Kemushi no Boro (Boro, la oruga). Així ho ha revelat el propi Miyazaki al mitjà japonès NHK, que expressa que aquest projecte serà molt personal i vol centrar-s'hi. Miyazaki ha desenvolupat el projecte pel seu compte, però també ha comptat amb el suport i carta blanca d'Studio Ghibli.